# Azur (strugure)
Azur este un soi românesc de struguri negri obținut de către cercetătorii Victoria Lepădatu și Gheorghe Condei de la Stațiunea de Cercetare și Producție Viti Vinicolă Drăgășani, actuala Stațiune de Cercetare-Dezvoltare pentru Viticultură și Vinificație Drăgășani, prin încrucișarea soiurilor Coarnă neagră și Cardinal. Soiul a fost omologat în anul 1984. Este un soi de masă.

## Caracteristici morfologice
Frunza adultă este de mărime mijlocie, glabră, pentalobată. Sinusurile laterale superioare sunt ovoidal închise, iar sinusul pețiolar este deschis sub formă de liră, având la bază un pinten. Strugurele este de mărime mare, iar bobul este de formă ovoidală, cu pielița colorată albastru-azuriu cu miez crocant-cărnos.

## Particularități agrobiologice
Soiul Azur se caracterizează printr-o vigoare mijlocie-mare, strugurii se maturează în epoca a IV-a. Prezintă o fertilitate bună, formează 60-70% lăstari fertili, cu valori ale coeficienților de fertilitate situați între limitele 0,5-0,9 c.f.r., respectiv 1,1-1,3 c.f.a. Rezistă destul de bine, atât la ger, cât și la secetă. Manifestă rezistență bună la oidium și mană și slabă la putregaiul cenușiu. 

## Particularități agrotehnice
Răspunde bine condus pe formă semiînaltă, sistemul de tăiere mixt, cu o încărcătura optimă de rod de 16-18 ochi/m2 , repartizată pe elemente lungi de rod (coarde de 12-14 ochi). În cursul perioadei de vegetație sunt recomandate un număr relativ mic al lucrărilor și operațiile în verde, în special plivitul lăstarilor sterili, copilitul și desfrunzitul parțial.

## Caracteristici tehnologice
Producțiile de struguri sunt mari și variază în funcție de arealul de cultură în care este cultivat, iar din această producție, producția marfă reprezintă 85-88%. 
Calități și defecte: Soiul Azur se remarcă prin productivitate mare, rezistență bună la ger și secetă, dar boabele sunt destul de mici pentru epoca în care se maturează.